# Луций Постумий Альбин (консул 234 года до н. э.)
Луций Постумий Альбин (лат. Lucius Postumius Albinus; умер в 216 году до н. э.) — древнеримский военачальник и политический деятель из патрицианского рода Постумиев, трижды избиравшийся консулом (на 234, 229 и 215 годы до н. э.). Воевал в Лигурии и Иллирии. Погиб вместе со всей своей армией в бою с галлами во время Второй Пунической войны.

## Происхождение
Луций Постумий принадлежал к одному из знатнейших патрицианских родов Рима, упоминающемуся в источниках, начиная с первого десятилетия Римской республики. Капитолийские фасты называют преномен отца и деда Луция Постумия — Авл; отсюда исследователи делают вывод, что Луций был сыном консула 242 года до н. э. Авла Постумия Альбина. Его старшим братом был ещё один Авл Постумий Альбин.

## Биография
Первое упоминание о Луции Постумии в источниках относится к 234 до н. э., когда он получил свой первый консулат; его предполагаемый отец в том же году стал цензором. Консул-плебей Спурий Карвилий Максим Руга был направлен на Корсику, а провинцией Альбина стала Лигурия. Луций Постумий успешно действовал против лигуров, но не смог одержать окончательную победу, из-за чего не удостоился триумфа (в отличие от своего коллеги). В последующие годы он занимал претуру; на это указывает сообщение Тита Ливия в связи с избранием Луция Постумия претором на 216 год до н. э.: «его магистратура не была внове». В историографии первую претуру Альбина датируют либо 233, либо 228 годом до н. э.
В 229 году до н. э. Луций Постумий стал консулом во второй раз. На момент его избрания Рим готовился к войне с иллирийцами, вызванной усилением морских грабежей. Альбин возглавил армию, состоявшую из 20 тысяч пехотинцев и 2 тысяч всадников, а его коллега Гней Фульвий Центумал стал командиром флота, переправившего это войско из Брундизия в Аполлонию. Без боя под покровительство Рима перешли Аполлония и Эпидамн, а затем консулы двинулись вглубь материка; они освободили от осады Иссу, взяли штурмом ряд городов и подчинили большую часть страны Деметрию Фаросскому.
Согласно Полибию, в конце года Центумал вернулся в Италию, а Луций Постумий перезимовал в Иллирии. Весной царица Тевта согласилась заключить мирный договор, по которому обязалась не позволять своим кораблям заплывать южнее Лисса, гарантировала выплату дани и отказывалась от претензий на города, контролируемые Римом. После этого Альбин вернулся в Рим, где был удостоен триумфа. Но фасты называют триумфатором Центумала, датируя его торжественное вступление в Рим 21 июня 228 года до н. э. В связи с этим существуют предположения, что Полибий спутал одного консула с другим, либо что Луций Постумий потерял право на заслуженный им триумф из-за внутриполитической борьбы. Его противники внутри римского нобилитета могли использовать как основание для отказа в триумфе тот факт, что победа досталась слишком высокой ценой.
Вторжение в Италию Ганнибала создало условия для нового витка карьеры Луция Постумия. После поражения римской армии у Тразименского озера Альбин был избран претором на 216 год до н. э. и получил командование на галльском театре военных действий; согласно Полибию, его задачей было «отвлечь кельтов, участвовавших в походе Ганнибала, обратно на родину». Позже Луций Постумий был избран в своё отсутствие (in absentia) консулом на 215 год до н. э.
Вступить в должность Альбин так и не смог. С 25-тысячной армией он двинулся от Ариминума в земли галльского племени бойев, к реке Пад, и попал в засаду в Литанском лесу. Галлы подрубили деревья по обе стороны от дороги, по которой шли римляне, и в нужный момент повалили стволы на врага. По словам Ливия, спаслось не более десяти человек; остальные погибли под стволами и от галльского оружия. Пал в бою и Луций Постумий, «сражаясь из последних сил, только бы не попасть в плен». Его череп галлы оправили в золото и сделали чашей, из которой совершали возлияния жрецы.
Ливий сообщает, что эта битва произошла вскоре после поражения при Каннах. В действительности её можно датировать скорее поздней осенью 216 года до н. э.

## Потомки
У Луция Постумия было предположительно двое сыновей: Луций Постумий Тимпан, квестор в 194 году до н. э., и Спурий Постумий Альбин, консул 186 года до н. э.